# NGC 7135
NGC 7135 is een elliptisch sterrenstelsel in het sterrenbeeld Zuidervis. Het hemelobject werd op 23 september 1834 ontdekt door de Britse astronoom John Herschel.

## Synoniemen
- ESO 403-35
- MCG -6-48-1
- AM 2146-350
- PGC 67425